# Mörshausen (Homberg)
Mörshausen ist seit 1971 ein Stadtteil von Homberg (Efze) im nordhessischen Schwalm-Eder-Kreis.

## Geographie
Der Ort liegt etwa 3 km nordöstlich von Homberg an den nördlichen Ausläufern des Knüllgebirges am Werrberg. Beim Dorf entspringt der Katterbach. In der Gemarkung des Dorfs liegt auch das Gut Sauerburg. Südlich von Mörshausen erstreckt sich das Landschaftsschutzgebiet Efzepforte.

## Geschichte

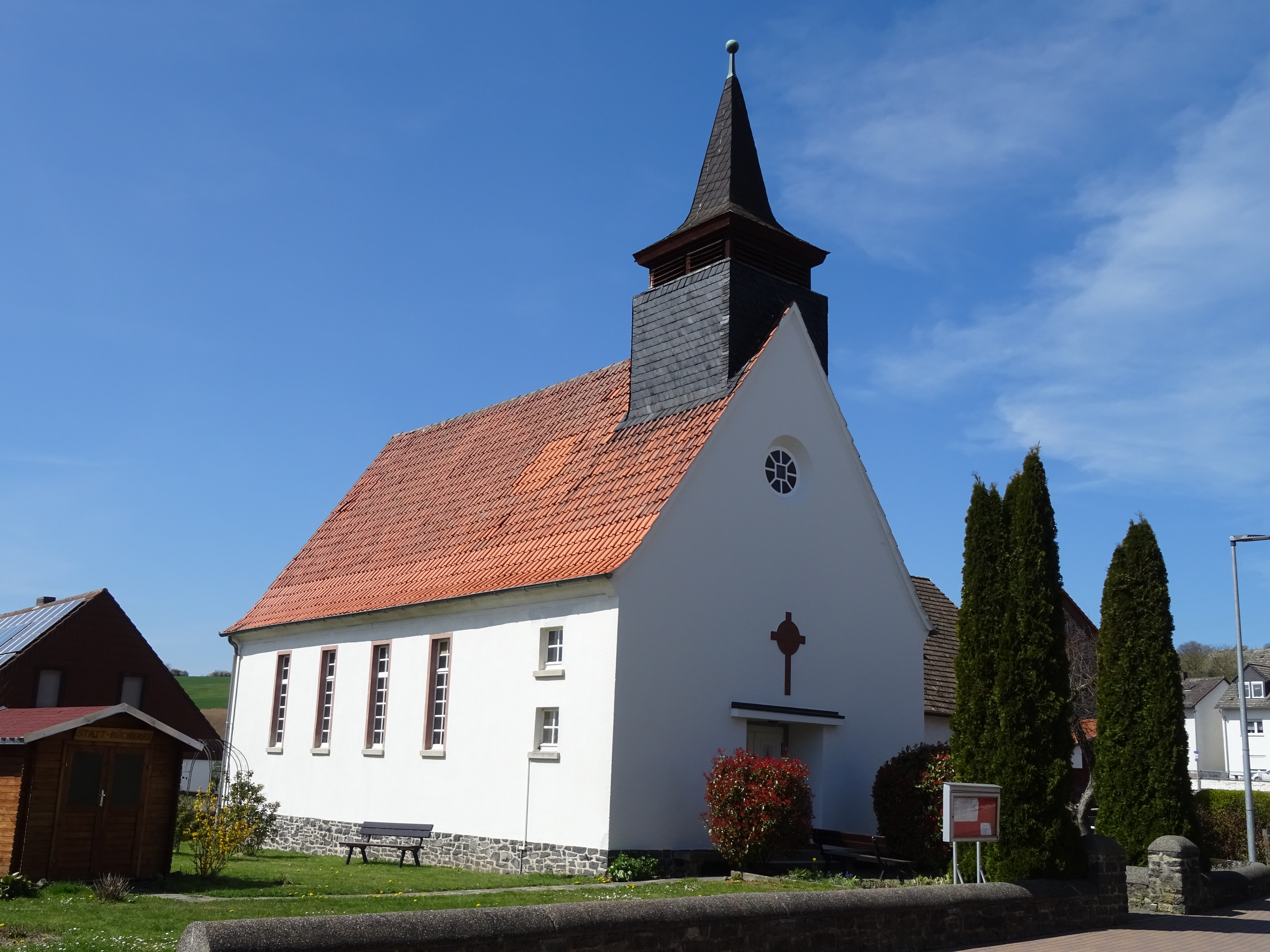
Evangelische Kirche

Die älteste bekannte schriftliche Erwähnung des Orts erfolgte im Jahr 1209 unter dem Namen Meinhartshusen in einem Verzeichnis des Petristifts in Fritzlar, die Einkünfte des Klosters dokumentierte. Die Schreibweise des Ortsnamens in den historischen Dokumenten variierte (in Klammern das Jahr der Erwähnung) bis zum 14. Jahrhundert: Meinhartshusen, Meinhershusen (1276), Meynhardeshusen (1304), Menars-, Meinhart-, Meinershusen (1310), Meynartshasuen (1339), Menhartshusen (1352) und Meynhartishusin (1383) zu den seit dem ausgehenden 15. Jahrhundert erscheinenden Variationen des heutigen Mörshausen – Mershusen (1479), Mershausen (1481), Mershausen(n) (1537) und Moershausenn (1587).
Das Dorf, das wohl gegen Ende des 14. Jahrhunderts wüst fiel und erst rund einhundert Jahre später wieder besiedelt wurde, war im Besitz der Abtei Hersfeld, später der Landgrafen von Hessen, aber auch andere weltliche und geistliche Herren hatten Allod- und Lehnsbesitz und Einkünfte im Ort – insbesondere bis zu seiner Auflösung im Jahre 1527 das Kloster St. Georg in Homberg, dann die Herren von Holzsadel, von Wallenstein und von Baumbach.
Zum 1. Februar 1971 wurde die bis dahin selbständige Gemeinde Mörshausen im Zuge der Gebietsreform in Hessen auf freiwilliger Basis nach Homberg (Efze) eingegliedert. Für Mörshausen wurde, wie für die anderen nach Homberg eingegliederten Gemeinden, je ein Ortsbezirk mit Ortsbeirat und Ortsvorsteher nach der Hessischen Gemeindeordnung gebildet.

## Bevölkerung
Einwohnerstruktur 2011
Nach den Erhebungen des Zensus 2011 lebten am Stichtag, dem 9. Mai 2011, in Mörshausen 186 Einwohner. Darunter waren keine Ausländer. Nach dem Lebensalter waren 30 Einwohner unter 18 Jahren, 72 zwischen 18 und 49, 51 zwischen 50 und 64 und 30 Einwohner waren älter. Die Einwohner lebten in 75 Haushalten. Davon waren 18 Singlehaushalte, 24 Paare ohne Kinder und 27 Paare mit Kindern, sowie 6 Alleinerziehende und 3 Wohngemeinschaften. In 12 Haushalten lebten ausschließlich Senioren und in 51 Haushaltungen lebten keine Senioren.
Einwohnerentwicklung
| Quelle: Historisches Ortslexikon |                                          |
| • um 1490:                       | 2 wehrhafte Männer (1 Pflug)             |
| • 1537:                          | 5 Hübner                                 |
| • 1575/85:                       | 9 Hausgesesse                            |
| • 1639:                          | 6 verheiratete, 1 verwitweter Hausgesess |
| • 1742:                          | 14 Hausgesesse                           |
| • 1745:                          | 14 Hausgesesse                           |

| Mörshausen: Einwohnerzahlen von 1768 bis 2015 | Mörshausen: Einwohnerzahlen von 1768 bis 2015 | Mörshausen: Einwohnerzahlen von 1768 bis 2015 | Mörshausen: Einwohnerzahlen von 1768 bis 2015 | Mörshausen: Einwohnerzahlen von 1768 bis 2015 |
| --- | --------------------------------------------- | --------------------------------------------- | --------------------------------------------- | --------------------------------------------- |
| Jahr |                                               |                                               |                                               | Einwohner                                     |
| 1768 | 1768                                          |                                               | 92                                            | 92                                            |
| 1800 | 1800                                          |                                               | ?                                             | ?                                             |
| 1834 | 1834                                          |                                               | 158                                           | 158                                           |
| 1840 | 1840                                          |                                               | 151                                           | 151                                           |
| 1846 | 1846                                          |                                               | 192                                           | 192                                           |
| 1852 | 1852                                          |                                               | 196                                           | 196                                           |
| 1858 | 1858                                          |                                               | 212                                           | 212                                           |
| 1864 | 1864                                          |                                               | 216                                           | 216                                           |
| 1871 | 1871                                          |                                               | 224                                           | 224                                           |
| 1875 | 1875                                          |                                               | 212                                           | 212                                           |
| 1885 | 1885                                          |                                               | 205                                           | 205                                           |
| 1895 | 1895                                          |                                               | 207                                           | 207                                           |
| 1905 | 1905                                          |                                               | 182                                           | 182                                           |
| 1910 | 1910                                          |                                               | 191                                           | 191                                           |
| 1925 | 1925                                          |                                               | 217                                           | 217                                           |
| 1939 | 1939                                          |                                               | 240                                           | 240                                           |
| 1946 | 1946                                          |                                               | 353                                           | 353                                           |
| 1950 | 1950                                          |                                               | 342                                           | 342                                           |
| 1956 | 1956                                          |                                               | 300                                           | 300                                           |
| 1961 | 1961                                          |                                               | 269                                           | 269                                           |
| 1967 | 1967                                          |                                               | 209                                           | 209                                           |
| 1980 | 1980                                          |                                               | ?                                             | ?                                             |
| 1990 | 1990                                          |                                               | ?                                             | ?                                             |
| 2000 | 2000                                          |                                               | ?                                             | ?                                             |
| 2011 | 2011                                          |                                               | 186                                           | 186                                           |
| 2015 | 2015                                          |                                               | 221                                           | 221                                           |
| Datenquelle: Historisches Gemeindeverzeichnis für Hessen: Die Bevölkerung der Gemeinden 1834 bis 1967. Wiesbaden: Hessisches Statistisches Landesamt, 1968. Weitere Quellen: ; Zensus 2011; Stadt Homberg (Efze) |                                               |                                               |                                               |                                               |

Historische Religionszugehörigkeit
| Quelle: Historisches Ortslexikon |                                                                    |
| • 1861:                          | alle Einwohner evangelisch-reformiert                              |
| • 1885:                          | 205 evangelische (= 100,00 %) Einwohner                            |
| • 1961:                          | 215 evangelische (= 79,93 %), 47 katholische (= 17,47 %) Einwohner |

Historische Erwerbstätigkeit
| • 1961: | Erwerbspersonen: 70 Land- und Forstwirtschaft, 47 Produzierendes Gewerbe, 6 Handel und Verkehr, 8 Dienstleistungen und Sonstiges. |

## Politik
Für Mörshausen besteht ein Ortsbezirk (Gebiete der ehemaligen Gemeinde Mörshausen) mit Ortsbeirat und Ortsvorsteher nach der Hessischen Gemeindeordnung. Der Ortsbeirat besteht aus fünf Mitgliedern.
Bei den Kommunalwahlen in Hessen 2021 betrug die Wahlbeteiligung zum Ortsbeirat Mörshausen 62,67 %. Alle Kandidaten gehörten der „Freien Wählergemeinschaft Mörshausen“ an. Der Ortsbeirat wählte Lothar Vogt zum Ortsvorsteher.

## Persönlichkeiten
- Ferdinand Jakob Siebert (1791–1847 oder 1848), Theologe, Germanist, Volkskundler, Märchensammler; war Pfarrer in Mörshausen.